# セント・マーティン・イン・ザ・フィールズ
座標: 北緯51度30分32秒 西経0度07分37秒 / 北緯51.508889度 西経0.126994度

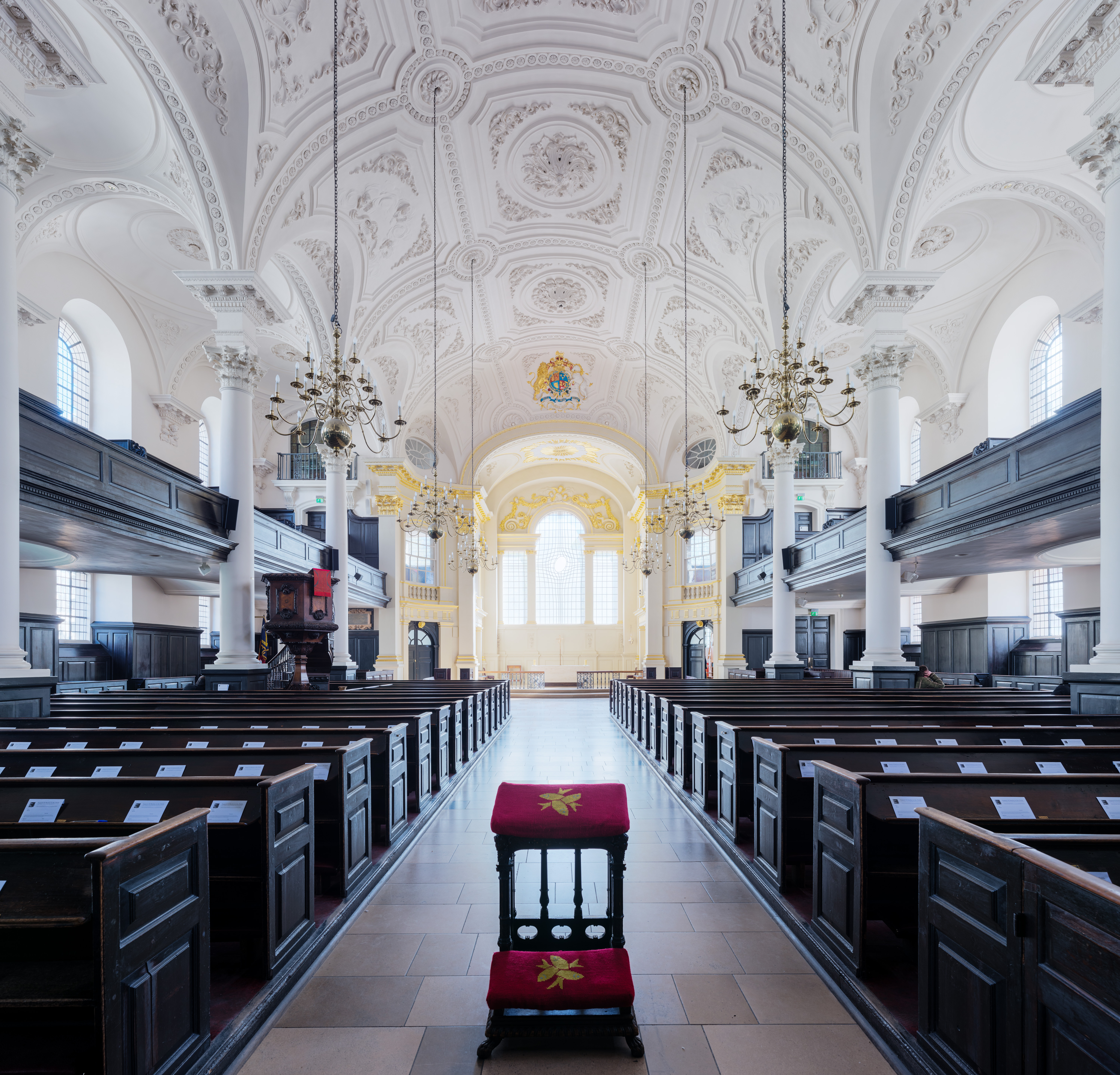
内陣に向かって見た本堂

セント・マーティン・イン・ザ・フィールズ（St Martin-in-the-Fields）は、イギリス・ロンドンのトラファルガー広場の北東に面したイングランド国教会の教会である。トゥールのマーティンに献堂されている。

## 歴史
教会の起源は古く、13世紀に遡る。シティ・オブ・ロンドンとウェストミンスターの間に教会が1222年に設立された当時、その名前が示すように、その一帯は何もない草原であった。16世紀、17世紀に再建し、1722年にはスコットランド出身の建築家ジェームズ・ギブスが中央の高い尖塔を加えた。18世紀に建てられた新古典主義とバロック様式を融合したデザインである。数多くの北米植民地の教会堂建築のモデルとなった。 
王室との関係も深く、内部にはイギリスの国章やジョージ1世寄贈のオルガンがある。18世紀にヘンデルやモーツァルトもこの教会でオルガンを演奏したことがある。
第一次世界大戦争後、ディック・シェパード牧師が歴史的な納骨堂を、大陸から帰還したホームレスの兵士たちのために開放した。現在では諸種の会合、社会的企業やコンサートにも使用されている。

## 音楽
教会は、室内編成のオーケストラ、アカデミー室内管弦楽団 の本拠地でもある。教会で1959年に最初の演奏会を行なった。
夕方には、キャンドルライト・コンサートが教会の本堂の中で定期的に開催される。ランチタイムには無料の演奏会も多く行われている。

## 所在地
- 地下鉄チャリング・クロス駅またはレスター・スクエア駅から徒歩で5分くらい。

## 脚註
1. ↑  “An interview with Andrew Earis”. stmartin-in-the-fields.org. (2015年10月27日).  オリジナルの2016年11月22日時点におけるアーカイブ。
2. ↑  Historic England. "Church of St Martin in the Fields (1217661)". National Heritage List for England (英語). 2016年11月22日閲覧。